# Papa Leon al VII-lea
Papa Leon al VII-lea (n.  ?, Roma, Italia – d. 13 iulie 939 d.Hr., Roma, Statele Papale) a fost  Papă al Romei în perioada 3 ianuarie 936 - 13 iulie 939. Înainte de pontificatul său, Papa Leon al VII-lea a fost călugăr benedictin și a fost ales prin influența lui Alberic al II-lea. Papa Leon al VII-lea nu a fost de acord ca evreii din principalitățile germanice să fie convertiți cu forța, dar a fost de acord cu izgonirea acestora.